# Сатерландски фризийски език
Сатерландски фризийски, също познат като Сатер фризийски или Сатерландски (Seeltersk) е последният жив диалект на източнофризийския език. Тясно е свързан с другите фризийски езици—севернофризийски, който, също като сатерландския фризийски се говори в Германия, и западнофризийски, който се говори в Нидерландия.

## Стар източенфризийски и неговия запад
Старият източнофризийски се е говорил в Източна Фризия (Ostfriesland), регионът между нидерландската река Лауверс и германската река Везер. Областта също е включвала два малки региона на изток от бреговете на Везер. Земите на Вурстен и Вюрден. Старият източнофризийски може да бъде разделен на две диалектови групи: везерски фризийски на изток и „емски“ фризийски на запад. От около 1500 г. нататък, старият източнофризийски се е поддал на силен натиск от заобикалящите го долнонемски диалекти и днес той е изчезнал.
До средата на 17 век емският фризийски почти напълно е изчезнал. Везерският фризийски, в по-голяма степен не е издържал много повече и е издържал само до 1700 година, въпреки че има записи на неговата употреба във Вурстен, на изток от реката Везер, през 1723 г. Най-дълго се е задържал на остров Вангерооге, където последният носител на везерския фризийски е починал през 1953 г. Днес старият източнофризийски не се използва в рамките на историческите граници на Източна Фризия; въпреки това голяма част от жителите на региона се смятат за фризи и назовават долнонемския си език Freesk. На този диалект, който на немски се нарича „източнофризийски“, фризийският субстракт все още се забелязва, въпреки силната германизация.

## Сатерски фризийски
Последният жив наследник на стария източнофризийски е емско-фризийски диалект, които се казва сатерски фризийски или сатерландски фризийски (собственото му име е на Saterland Frisian: Seeltersk), който се говори в Сатерланд област в бившия Олдебургски щат, на юг от класическа Източна Фризия. Сатерланд (Зеелтерлоунд на местен език), за който се смята, че е завладян от фризите на Източна Фризия през 11 век, дълго време е бил заобиколен от непроходими блата. Това, заедно с факта, че сатерски фризийски винаги е имал статут на по-висш език от долнонемския сред жителите на региона, е причината за съхраняването на езика през вековете.
Друг важен фактор може да бъде и Тридесетгодишната война, Сатерланд е станал част от митрополията на Мюнстер. Вследствие на това, той е бил върнат в католическата църква, което е имало отражение плод формата на изолация от основната протестантска част на Източна Фризия от около 1630 г., така че бракове с хора от север вече не са се сключвали.

## Носители на езика
Днес оценките относно броя на носителите на езика варира. Сатерландският фризийски се говори от около 2500 души от цялото население от 10 000 на Сатерланд; близо 2000 хора (от които по-малко от половината са носители на езика) говорят езика добре.  Голяма част от носителите на езика са по-възрастни хора; сатерландският фризийки по тази причина се смята за силно застрашен език. Възможно е обаче това да не е съвсем така, тъй като няколко доклада предполагат, че броят на носителите на езика расте сред младото поколение, някои от които отглеждат децата си на сатерландски.

## Диалекти
Има три напълно лесноразбираеми диалекта, съответстващи на трите основни села на община Сатерланд: Рамслох (Сатерландски: Roomelse), Шарел (Schäddel) и Щрюклинген (Strukelje). Рамслохският диалект се използва като стандартен език, тъй като граматика и речник са били базирани на него.

## Статут
Германското правителство не е заделило достатъчно ресурси за съхранението на сатерския фризийски. Повечето усилия за съхранение на езика се правят от Seelter Buund („Сатерналдския Алианс“). Заедно със севернофризийския и пет други езика, сатерският фризийски е бил добавен към Част III на Европейската харта за регионалните или малцинствените езици от Германия през 1998 г. От около 1800 г. зтареският фризийски привлича вниманието на растящ брой езиковеди. През последния век малка литература е възникнала около него. Новият Завет на Библията също е преведен на сатерски фризийски.

## Фонетика и фонология
Фонологията на сатерландския фризийски се смята за много консервативна от езикова гледна точка, тъй като цялата източнофризийска група е била консервативна що се касае до старофризийския. Следните таблици са базирани на проучвания от Марон К. Форт.

### Гласни

#### Монофтонги
Съгласната /r/ често се произнася като гласна [ɐ̯ ~ ɐ] в сричковия код.
Кратки гласни:
| Графема | Фонема | Пример                |
| ------- | ------ | --------------------- |
| a       | /a/    | fat (дебел)           |
| ä       | /ɛ/    | Sät (малко (наречие)) |
| e       | /ə/    | ze (те)               |
| i       | /ɪ/    | Lid (крайник)         |
| o       | /ɔ/    | Dot (младенец)        |
| ö       | /œ/    | bölkje (крещя)        |
| u       | /ʊ/    | Buk (книга)           |
| ü       | /ʏ/    | Djüpte (дълбочина)    |

Полу-дълги гласни:
| Графема | Фонема | Пример        |
| ------- | ------ | ------------- |
| ie      | /iˑ/   | Piene (болка) |
| uu      | /uˑ/   | kuut (къс)    |

Дълги гласни:
| Графема | Фонема | Пример              |
| ------- | ------ | ------------------- |
| aa      | /aː/   | Paad (пътека)       |
| ää      | /ɛː/   | tään (слаб)         |
| ee      | /eː/   | Dee (тесто)         |
| íe      | /iː/   | Wíek (седмица)      |
| oa      | /ɔː/   | doalje (успокоявам) |
| oo      | /oː/   | Roop (въже)         |
| öä      | /œː/   | Göäte (канал)       |
| üü      | /yː/   | Düwel (дявол)       |
| úu      | /uː/   | Múus (мишка)        |

#### Дифтонги
| Графема | Фонема | Пример                    |
| ------- | ------ | ------------------------- |
| ai      | /aːi/  | Bail (залог)              |
| au      | /aːu/  | Dau (сърна)               |
| ääu     | /ɛːu/  | sääuwen (сам/себе си)     |
| äi      | /ɛɪ/   | wäit (мокър)              |
| äu      | /ɛu/   | häuw (жага)               |
| eeu     | /eːu/  | skeeuw (кос)              |
| ieu     | /iˑu/  | Grieuw (предимство)       |
| íeu     | /iːu/  | íeuwen (дори)             |
| iu      | /ɪu/   | Kiuwe (челюст)            |
| oai     | /ɔːɪ/  | toai (твърд)              |
| oi      | /ɔy/   | floitje (прекарвам тръба) |
| ooi     | /oːɪ/  | swooije (люлея се)        |
| ou      | /oːu/  | Bloud (кръв)              |
| öi      | /œːi/  | Böije (порив на вятъра)   |
| uui     | /uːɪ/  | truuije (заплашвам)       |
| üüi     | /yːi/  | Sküüi (сок, заливка)      |

### Съгласни

#### Плозиви
Днес, звучните плозиви в сричковия код често са обезвучени накрая. По-възрастните носители на езика могат да използват звучни кодове.
| Графема | Фонема | Пример          | Бележки                                                         |
| ------- | ------ | --------------- | --------------------------------------------------------------- |
| p       | /p/    | Pik (връх)      |                                                                 |
| t       | /t/    | Toom (юзда)     |                                                                 |
| k       | /k/    | koold (студено) |                                                                 |
| b       | /b/    | Babe (баща)     | Понякога се произнася в сричковия код                           |
| d       | /d/    | Dai (ден)       | Може да бъде озвучен в сричковия код от по-възрастните носители |
| g       | /ɡ/    | Gäize (гъска)   | Често срещана особено сред младите носители вместо [ɣ].         |

#### Фрикативи
| Графема | Фонема(и) | Пример                        | Бележки |
| ------- | --------- | ----------------------------- | --- |
| g       | /ɣ, x/    | Gäize (гъска), Ploug (дядо)   | Звучен веларен фрикатив, обеззвучен в сричковия код и пред беззвучна съгласна. По-младите носители на езика показват тенденция към използването на плосива [ɡ] вместо [ɣ], както на немски, но развитието все още не е докладвано в повечето научни изследвания. |
| f       | /f, v/    | Fjúur (огън)                  | Произнася се звучно от наставката: ljoof – ljowe (скъпи – любов) |
| w       | /v/       | Woater (вода)                 | Обикновено звучен лабио-дентален фрикатив като на немски, след u обаче се произнася като полу-гласна (виж по-долу). |
| v       | /v, f/    | iek skräive (Аз крещя)        | Произнася се беззвучно пред беззвучни съгласни: du skräifst (ти крещиш) |
| s       | /s, z/    | säike (търся), zuuzje (шептя) | Звучно [z] в началото на сричката е нетипично за фризийските диалекти и също е рядко за сатерландски. Не е известна и двойка с – з така че /z/ вероятно не е фонема. По-младите носители използват [ʃ] по-често, за съчетанието от /s/ + друга съгласна: във fräisk (фризийски) не [frɛɪsk], а [fʀɛɪʃk]. Развития, което все още не е било докладвано в повечето научни изследвания. |
| ch      | /x/       | truch (through)               | Само в корен на сричката и в кода. |
| h       | /h/       | hoopje (to hope)              | Само в началото на думата. |

#### Други съгласни
| Графема | Фонема            | Пример       | Бележки |
| ------- | ----------------- | ------------ | --- |
| m       | /m/               | Moud (кураж) | |
| n       | /n/               | näi (нов)    | |
| ng      | /ŋ/               | sjunge (пея) | |
| j       | /j/               | Jader (виме) | |
| l       | /l/               | Lound (земя) | |
| r       | /r/, [r, ʀ, ɐ̯, ɐ] | Roage (ръж)  | Традиционно, ролирана или проста алвеолар [r] в началото и между гласни. След гласни или в кода става [ɐ]. По-младите носители имат тенденция да използват увуларна [ʀ] вместо това. Това развитие, обаче, не е докладвано в повечето научни трудове. |
| w       | /v/, [w]          | Kiuwe (chin) | Произнася се като билабиална полу-гласна само след u. |

## Морфология

### Лични местоимения
Подложните местоимения в сатерландския фризийски са както следва:
|            |            | единствено число | множествено число |
| ---------- | ---------- | ---------------- | ----------------- |
| първо лице | първо лице | iek              | wie               |
| второ лице | второ лице | du               | jie               |
| трето лице | мъжки род  | hie, er          | jo, ze (unstr.)   |
| трето лице | женски род | ju, ze (unstr.)  | jo, ze (unstr.)   |
| трето лице | среден род | dät, et, t       | jo, ze (unstr.)   |

Числата от 1 до 10 на сатерландски фризийски са както следва:
| Сатерландски фризийски  | Английски | Български       |
| ----------------------- | --------- | --------------- |
| aan (m.) een (f., n.)   | one       | един една, едно |
| twäin (m.) two (f., n.) | two       | два две         |
| träi (m.) trjo (f., n.) | three     | три             |
| fjauer                  | four      | четири          |
| fieuw                   | five      | пет             |
| säks                    | six       | шест            |
| sogen                   | seven     | седем           |
| oachte                  | eight     | осем            |
| njúgen                  | nine      | девет           |
| tjoon                   | ten       | десет           |

Числата от едно до три на стареландски фризийски варират по род в зависимост от съществителното, с което се използват.  В таблицата, „m.“ означава мъжки род, „f.“ – женски род и „n.“ – среден род.
За сравнителни цели, по-долу могат да се видят числата от 1 до 10 на няколко западногермански езици и на български:
| Сатерландски фризийски  | Долнонемски | Немски | Английски | Български |
| ----------------------- | ----------- | ------ | --------- | --------- |
| aan (m.) een (f., n.)   | een         | eins   | one       | едно      |
| twäin (m.) two (f., n.) | twee        | zwei   | two       | две       |
| träi (m.) trjo (f., n.) | dree        | drei   | three     | три       |
| fjauer                  | veer        | vier   | four      | четири    |
| fieuw                   | fief        | fünf   | five      | пет       |
| säks                    | söss        | sechs  | six       | шест      |
| sogen                   | söben       | sieben | seven     | седем     |
| oachte                  | acht        | acht   | eight     | осем      |
| njúgen                  | negen       | neun   | nine      | девет     |
| tjoon                   | teihn       | zehn   | ten       | десет     |

## Примерни текстове
Сатерландски фризийски: Die Wänt strookede dät Wucht uum ju Keeuwe un oapede hier ap do Sooken.
Севернофризийски (Моорингски диалект): Di dreng aide dåt foomen am dåt kan än mäket har aw da siike.
Западнофризийски: De jonge streake it famke om it kin en tute har op 'e wangen.
Източнофризийски долнонемски: De Jung straktde dat Wicht üm't Kinn to un tuutjede hör up de Wangen. 
Немски: Der Junge streichelte das Mädchen ums Kinn und küsste sie auf die Wangen.
Нидерландски: De jongen aaide/streelde het meisje over haar/de kin en kuste haar op de wangen.
Африкаанс: Die seun streel die meisie oor haar/die ken en soen haar op die wange.
Английски: The youngen boy stroked the maiden/girl on the chin and kissed her on the cheeks.
По-горните примери показват, че съществителните в сатерландския фризийски се пишат с главна буква, което е директно влияние от високонемските диалекти.

## В медиите

### Вестник
Nordwest-Zeitung, немско-езичен ежедневник базиран в Олденрбург, публикува от време на време статии на сатерландски фризийски. Статиите също могат да бъдат намерени на интернет страницата на медията под заглавие „Seeltersk“ (сатерландски на сатерландски).

### Радио
От 2004, регионалната радиостанция Емс-Вехте-Веле излъчва двучасова програма на сатерландски фризийски и на долнонемски със заглавие Middeeges. Програмата се излъчва всяка втора неделя от 10:00 до 13:00. Първият част от програмата обикновено е резервиран за сатерландски фризийски. Програмата обикновено се състои от интервюта по местни въпроси и музика. Станцията може да се следи на живо и от интернет страницата ѝ.

## Настоящи опити за съживяване
Детски книги на сатерландски са малко в сравнение с тези на немски. Литературните източници за деца играят важна роля в успешното усвояване на който и да е език, но особено в усвояването на застрашен език. Маргарета (Гретхен) Гросер, пенсиониран член на общността в Сатерланд, е превела много детски книжки от немски на сатерландски. Пълен списък с тези книги и кога са публикувани може да се види на немската страница на Маргарета Гросер.
Усилия през последните години да се съживи сатерландския включват и създаването на приложение „Kleine Saterfriesen“ (Малки сатерфризи) на Гугъл Плей. Според описанието на приложението, целта му е да направи езика забавен за децата за учене и трябва да ги научи на сатерландски думи в различни домейни (например супермаркет, фермата, църквата). Приложението е било свалено близо 100 – 500 пъти от пускането му през декември 2016 според статистиката на Гугъл Плей.

## Още литература
- Fort, Marron C. (1980): Saterfriesisches Wörterbuch. Hamburg: Helmut Buske.
- Kramer, Pyt (1982): Kute Seelter Sproakleere – Kurze Grammatik des Saterfriesischen. Rhauderfehn: Ostendorp.
- Peters, Jörg. Saterland Frisian. Journal of the International Phonetic Association.   2017. DOI:10.1017/S0025100317000226.
- Stellmacher, Dieter (1998): Das Saterland und das Saterländische. Oldenburg.